# 张业法
张业法（1948年—2025年6月10日），男，山东淄博人，中国书法家，中国书法家协会原副主席，山东省书法家协会主席，山东省文学艺术界联合会副主席。